# Kong Christian stod ved højen mast
Kong Christian stod ved højen mast (phát âm tiếng Đan Mạch: [kʌŋ ˈkʁɛsdjan ˈstoːˀð ve ˈhʌjən masd] "Vua Christian đứng bên cạnh cột chính"), hay được gọi cách ngắn gọn: Kong Christian (Vua Christian) là vương thất ca của Đan Mạch. Trong một vài trường hợp, nó được sử dụng như là quốc ca, cùng với Der er et yndigt land. Bài hát này được sử dụng trong các nghi thức Vương thất và quân đội. Nội dung bài hát ca ngợi sự dũng cảm của thủy thủ Đan Mạch trong các cuộc chiến tranh chống lại Thụy Điển.